# ستاد بزرگ لشکرکشی شرقی
ستاد بزرگ لشکرکشی شرقی یا توسئی‌دای‌سوتوکو (به ژاپنی: 東征大総督 とうせいだいそうとく)، یک پست فرماندهی نظامی فوق‌العاده برای سرکوب نیروهای باقیمانده و وفادار به شوگون‌سالاری توکوگاوا بود که در سال ۱۸۶۸ توسط دولت نوسازی میجی ایجاد شد. پس از نبرد توبا–فوشیمی پست سی‌تو تایشوکوگون منحل شد و دولت جدید در ۹ فوریه ۱۸۶۸ (کیو ۴) توسئی دایتوکو-فو (ستاد بزرگ دولتی برای لشکرکشی به شرق) را تأسیس کرد و شاهزاده آریسوگاوا تاروهیتو را به عنوان فرمانده بزرگ لشکرکشی به شرق منصوب کرد.
در ابتدا سایگو تاکاموری و هایاشی میچی‌آکی به عنوان رئیس توسئی دایتوکو-فو انتخاب شدند. سپس توسئی دایتوکو-فو بر عهده این دو نفر زیر گذاشته شد.
- فرمانده نظامی توکایدو، سایگو تاکاموری
- فرمانده نظامی توساندو، ایتاگاکی تایسوکه